# Flègies (poble)
|  | Per a altres significats, vegeu «Flègies». |

Els flègies (en grec antic Φλεγύαι)) eren un poble provinent de Tràcia o de Tessàlia que menciona Estrabó. Van viure a Tessàlia, Fòcida i Beòcia. Homer els menciona com un dels pobles que va prendre part a la guerra de Troia. També diu que van voler envair Tebes, i que per això Amfíon va envoltar la ciutat de muralles.
A Beòcia una ciutat portava el nom de Flègia, segons Pausànies i diu que va ser fundada per Flègies, on va reunir els millors soldats de Grècia. Els flègies, amb el temps es van separar dels seus veïns i van començar a saquejar-los, fins que finalment van marxar contra el Temple d'Apol·lo a Delfos. Els argius van córrer a defensar-lo però Flègies va incendiar el temple. Apol·lo va apagar el foc i Flègies va ser castigat a restar eternament a l'Hades.